# Paula Belić-Marošević
Paula Belić-Marošević (Zagreb, 1. lipnja 1891. – Zagreb, 18. siječnja 1978.) bila je hrvatska književnica i učiteljica.

## Životopis
U Zagrebu je završila osnovnu, višu djevojačku i učiteljsku školu kod sestara milosrdnica. Kao učiteljica službovala je u Slavonskoj Požegi i Đakovu. Godine 1912. udaje se za odvjetnika Matiju Belića.
Godine 1908. osnovala je u Zagrebu Literarno društvo učiteljskih pripravnica »Danica«. Sa sestrom Marijom od 1909. izdaje listove Ljubice i Proljetno cvijeće'. Objavljivala je pod pseudonimom „Mara Pavić” i „-a -ć”. Pripadala je širem krugu katoličkih književnica.
Majka je isusovaca Predraga Belića i Miljenka Belića.

### Članci
- Kaminski, Martin. 1983. Belić-Marošević, Paula. Hrvatski biografski leksikon. Zagreb.  journal zahtijeva |journal= (pomoć)
- Bošnjaković, Antun. 1983. Belić, Miljenko. Hrvatski biografski leksikon. Zagreb.  journal zahtijeva |journal= (pomoć)